# Illice grisea
Illice grisea là một loài bướm đêm thuộc phân họ Arctiinae, họ Erebidae.